# Barrika (playa)
La playa de Barrika situada en el municipio vizcaíno de Barrica, País Vasco (España), es una playa con rocas rodeadas de acantilados.
No dispone de servicio de socorristas.

## Área
- Bajamar: 36.000 m²
- Pleamar: 18.000 m²